# Mount Bloomfield
Mount Bloomfield är ett berg i Antarktis. Det ligger i Östantarktis. Australien gör anspråk på området. Toppen på Mount Bloomfield är 605 meter över havet.
Terrängen runt Mount Bloomfield är huvudsakligen lite kuperad. Trakten är obefolkad. Det finns inga samhällen i närheten.